# Ariel Moutsatsos
Ariel Moutsatsos Morales (nacido en Ciudad de México) es un comunicador, periodista e internacionalista méxico-estadounidense de origen griego. Es corresponsal en jefe y analista de Noticieros Televisa N+ en Estados Unidos, con base en Washington D. C. y Nueva York. También es colaborador de Radio Fórmula, conferencista frecuente en diversos foros y comentarista en varias publicaciones y medios. Ha sido consultor, académico, funcionario y diplomático mexicano.  

## Biografía
Fue el único corresponsal mexicano que narró en vivo los atentados terroristas del 11 de septiembre de 2001 desde Nueva York y los del 11 de marzo de 2004 desde Madrid, en radio y televisión mexicanas. 
En 2001 comenzó a reportar para los informativos mexicanos Detrás de la Noticia que se transmiten en radio y televisión por cable y para los cuales narró en vivo desde Nueva York los atentados del 11-S, en una cobertura conducida por Ricardo Rocha y Carlos Loret de Mola. Fue Corresponsal en distintas ciudades de Europa y Oriente Medio para dichos noticieros, reportó en vivo los atentados terroristas del 11-M desde Madrid y otros sucesos como las protestas contra la Guerra en Irak, el conflicto en Medio Oriente entre Israel y la Autoridad Nacional Palestina, el XXV aniversario de pontificado del Papa Juan Pablo II, las elecciones generales españolas en 2004 y los Juegos Olímpicos de Atenas. Posteriormente se desempeñó como Editor de la Sección Internacional del periódico Reforma y Analista Internacional de los noticieros de W Radio. Sus textos han sido publicados en diversos medios como El Universal, Esmas.com, Reforma, Excélsior, The Huffington Post y CNN.com entre otros y ha dado opinión y comentarios en cadenas de radio y televisión mexicanas e internacionales como CNN, la BBC, NTN24, Univisión, TVC, Reporte 98.5, Radio Fórmula, Noticias MVS, Capital 21 TV, El Financiero Bloomberg TV y Grupo Imagen, entre otras.
Ha sido Profesor en el Tecnológico de Monterrey Campus Ciudad de México (2005-2023), donde impartió las materias de Prensa Comparada y Terrorismo Internacional y Medios de comunicación.
Fue asesor del Procurador General de la República. Como diplomático fue vocero y jefe de Prensa y Asuntos Públicos en la Embajada de México ante el Reino Unido de la Gran Bretaña e Irlanda del Norte y en la Embajada de México en Estados Unidos.
Es Licenciado en Ciencias de la Comunicación por el Instituto Tecnológico y de Estudios Superiores de Monterrey, Campus Ciudad de México, tiene maestría en Relaciones Internacionales por la Universidad Complutense de Madrid y realizó otros estudios de posgrado en The London School of Economics and Political Science y en el Centro de Investigación y Docencia Económicas (CIDE) .
Es miembro de Chatham House, del Consejo Mexicano de Asuntos Internacionales (Comexi), de la White House Correspondents Association y la National Association of Hispanic Journalists.